# Salerno

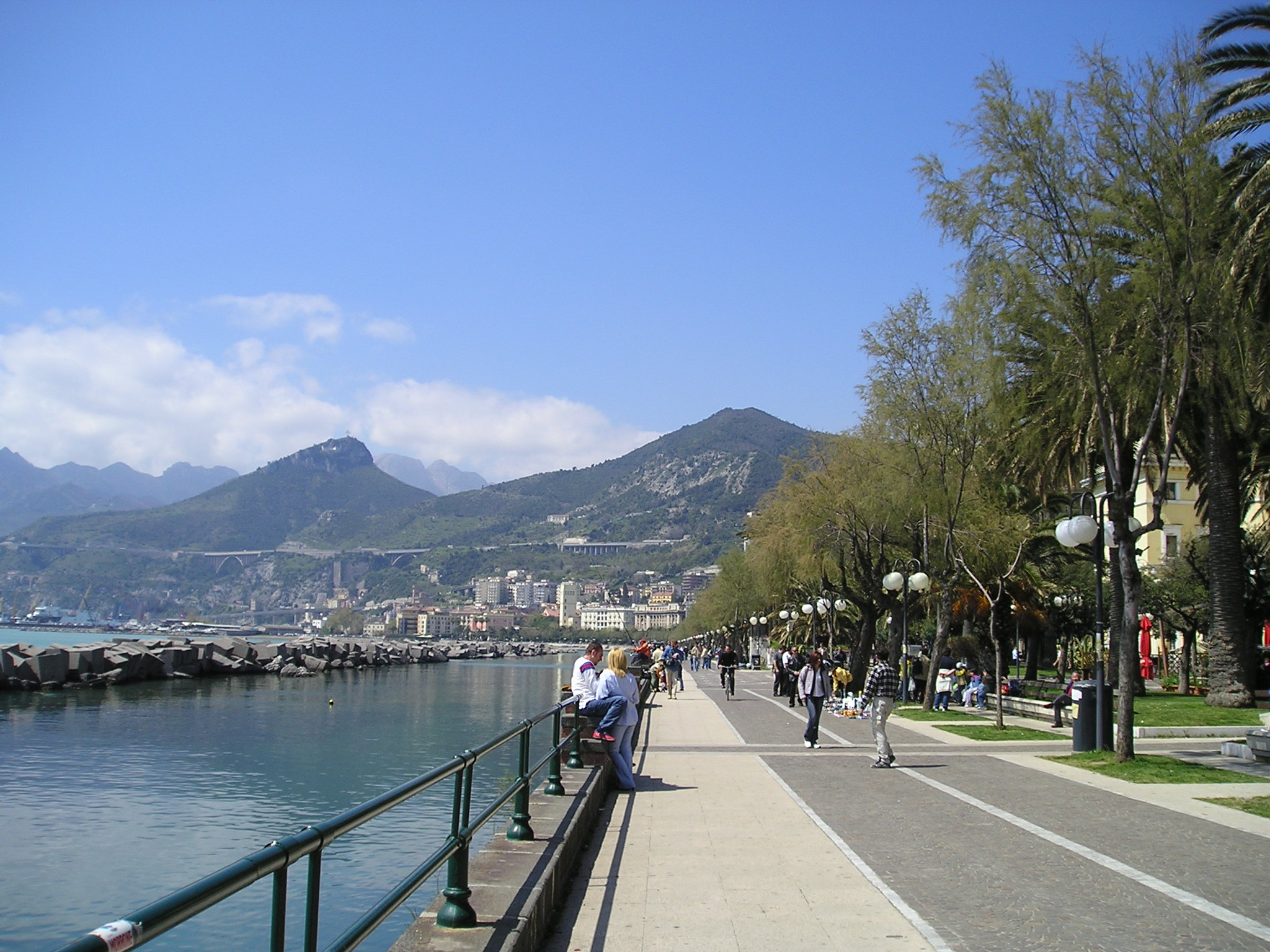
Die Uferpromenade von Salerno

Salerno ist eine Hafenstadt am Golf von Salerno in Süditalien. Die erste Besiedlung fand im neunten Jahrhundert v. Chr. statt. Der Name der Stadt geht auf die römische Kolonie und das Militärlager Salernum zurück. Salerno ist heute Hauptstadt der Provinz Salerno in Kampanien sowie seit 1970 Universitätsstadt. In den Jahren nach dem Zweiten Weltkrieg entwickelte sich Salerno zu einer Großstadt und hatte (Stand 31. Dezember 2023) 126.715 Einwohner.
Schon in der Antike wurde der Hafen über seine militärische Funktion hinaus ein bedeutender Handelsplatz. Im Mittelalter bestanden Handelsbeziehungen zu Sizilien und Nordafrika; Salerno war  seit 983 Erzbischofssitz und die Ärzteschule der Stadt ist als erste Hochschule bzw. „Universität“ des europäischen Mittelalters berühmt. In der Neuzeit bewirkte die einsetzende Industrialisierung einen Aufschwung. Der weltweite Containerumschlag des Hafens ist weiterhin bedeutsam.
Herausragende Bauwerke sind das Castello di Arechi, das teilweise noch aus normannischer Zeit stammt, und der Dom mit seinem mächtigen Turm. Hier befindet sich die Grabstätte des Heiligen Gregor VII. und vielleicht auch die des Evangelisten Matthäus.

## Geografie

### Lage
Salerno ist eine Küstenstadt am Tyrrhenischen Meer. Von Salerno aus westsüdwestlich liegt die amalfitanische Küste, die Teil der Halbinsel von Sorrent ist; die nördliche Küste dieser Halbinsel begrenzt den Golf von Neapel von Süden. Südsüdöstlich von Salerno liegt die Tal- und Mündungsebene des Flusses Sele, der am Monte Paflagone entspringt und etwa 23 Kilometer südlich von Salerno ins Meer mündet. Südsüdöstlich dieser Ebene liegt das Gebiet Cilento. Dessen Küste, die Küste genannter Ebene sowie die amalfitanische Küste umschließen den Golf von Salerno; die Stadt liegt also an dessen nördlichem Ende.

### Klima
Die klimatischen Bedingungen Salernos entsprechen mediterranem Mittelmeerklima. Die sommerlichen Temperaturen können leicht 35 °C erreichen, wobei die kühlere Meeresluft des Golfs von Salerno im Allgemeinen für niedrigere Temperaturen und stürmisches Wetter sorgt. Die Winter in Salerno sind eher mild und tendieren um Temperaturen von durchschnittlich 10 °C.

### Stadtgliederung
Es gibt vier Stadtgebiete: das Zentrum, den Osten, Rioni Collinari und Irno.
Salerno ist eine typische „südeuropäische Stadt“: Ihr städtebauliches Areal mündet übergangslos in das ländliche.

## Geschichte

### Antike

#### Vorrömische Zeit
Erste Siedlungen im Gebiet um Salerno sind für die Zeit zwischen dem 9. und dem 6. Jahrhundert v. Chr. belegt. In diese Zeit fällt auch die Gründung des oskisch-etruskischen Ortes Irna im heutigen Stadtteil Fratte. Diese Siedlung war ein wichtiger Ausgangspunkt für den etruskischen Handel mit den griechischen Kolonien von Posidonia und Elea.
Als Folge der Schlacht von Cumae (474 v. Chr.), in deren Folge die Etrusker zurückgedrängt wurden, wurde der Ort Teil des syrakusanischen Einflussbereiches. Um 420 v. Chr. wurde Cumae von den Samniten erobert und auch Irna von den Siegern besetzt.

#### Römische Zeit
Mit der römischen Expansion in Kampanien begann Irna seine Bedeutung zu verlieren und wurde von der römischen Kolonie Salernum (gegründet 194 v. Chr. mit  Militärlager) verdrängt.
Der neue Ort verlor allmählich seine militärische Funktion zugunsten seiner Rolle als Handelszentrum. Mit Rom wurde Salernum durch die Via Popilia verbunden.
Das römische Salernum erreichte seine größte Ausdehnung in konstantinischer Zeit (ungefähr 8000 Einwohner auf einem Areal von 27 Hektar).

#### Spätantike
Während der Zeit der Gotenkriege (532–552) wechselte die Herrschaft über Salerno mehrfach zwischen den Goten und den Oströmern. Gotische Familien lebten jedoch auch nach dem endgültigen Sieg der Byzantiner weiterhin in der Stadt, wie das Grab eines 566 verstorbenen gotischen Mädchens unter der Kirche San Pietro a Corte belegt.

### Mittelalter

#### Frühmittelalter
Das genaue Datum der langobardischen Eroberung ist nicht bekannt.
Im Zuge der Expansion der Langobarden nach Nord-, Mittel- und Süditalien errichtete der langobardische dux (Herzog) Zotto 571 das Herzogtum Benevent mit der Stadt Benevent als Hauptstadt. Salerno wurde Teil dieses Herzogtums.

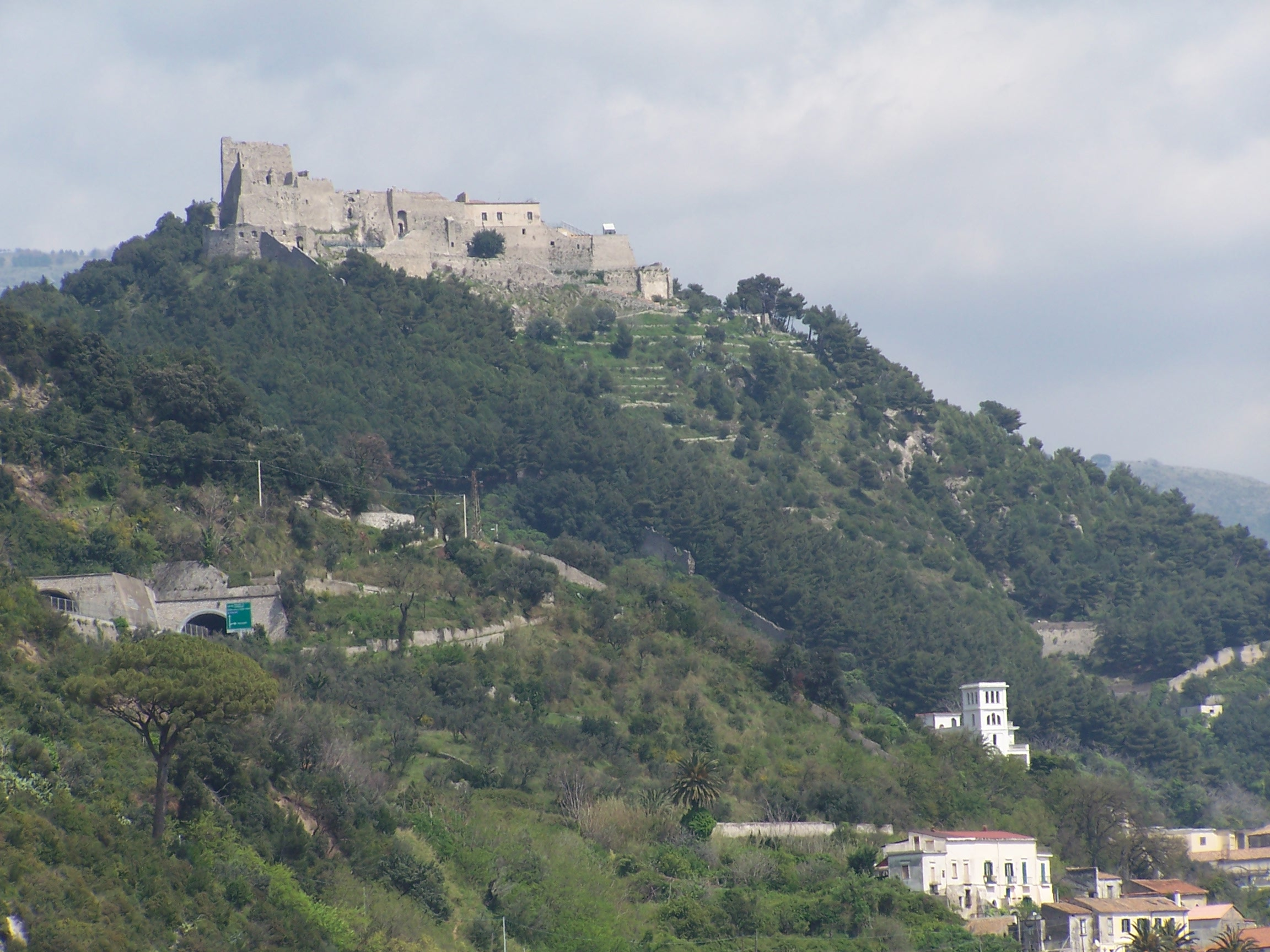
Ruinen des Castello di Arechi in Salerno

In der Regierungszeit des Herzogs Arichis II. von Benevent (758–787) wurden viele bauliche Maßnahmen in Angriff genommen. Diese Bautätigkeiten stellten faktisch eine Neugründung Salernos dar und trugen zum Wiederaufstieg der Stadt bei. Unter anderem wurden die Stadtmauern ausgebaut und ein Fürstenpalast errichtet.
Durch das Vordringen der Franken in das Langobardenreich schien die Selbstständigkeit des Herzogtums von Benevent in Gefahr. Arichis suchte daher einen Fürstensitz, wo er der drohenden Gefahr durch die Franken weniger stark ausgesetzt war, und entschied sich für Salerno. Neben der geographisch weiteren und sichereren Distanz zum Frankenreich war wohl auch die direkte Lage am Golf von Salerno und der damit verbundene Zugang zum Mittelmeer für Arichis’ Entscheidung ausschlaggebend. Von der Nähe zum Meer versprach sich der beneventarische Fürst engere Verbindungen zum oströmischen Reich, da die byzantinischen Kaiser Verbündete im Kampf gegen die Franken darstellten. Die gute Infrastruktur zwischen Salerno und den relevantesten Städten des Herzogtums war ebenso ein Grund.

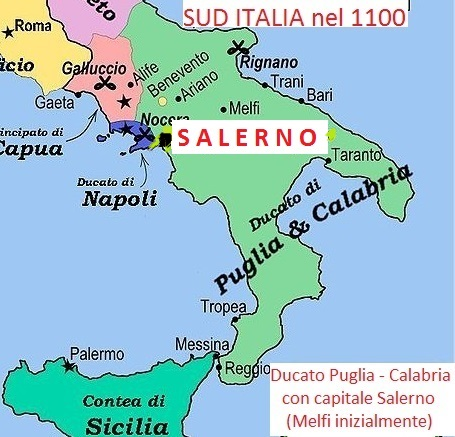
Salerno, die Hauptstadt in Süditalien (1100)

Nach der Eroberung des langobardischen Königreiches durch Karl den Großen im Jahr 774 erkannte Arichis II. die fränkische Oberherrschaft formell an, und das Fürstentum Benevent blieb autonom. Arichis nahm den Titel princeps an und regierte mit königlicher Macht.
Salerno wurde im Laufe der Zeit alleinige Hauptstadt des Fürstentums Benevent. Die Einwanderung von vielen Familien des langobardischen Adels und der Aristokratie ließ das Prestige der Stadt steigen. Durch den Prestigegewinn und die Etablierung Salernos als Hauptstadt fühlte sich die vorher mit politischer Macht und politischem Gewicht ausgestattete Aristokratie in Benevent benachteiligt und es kam zu einem unüberbrückbaren Konflikt zwischen den Adeligen Salernos und denen Benevents.
Dieser Konflikt führte am Ende zur Teilung des Fürstentums. 849 billigte Ludwig von Italien diese Teilung. Es entstanden die zwei voneinander unabhängigen Fürstentümer Salerno und Benevent.
Das Fürstentum Salerno bekam die Gebiete Tarent, Südlukanien und die tyrrhenischen Gebiete von der Grenze des Herzogtums Spoleto bis Cosenza.
Die Teilung und folglich die Eigenständigkeit war ein wichtiges Ereignis und eine grundlegende Veränderung für Salerno, das nun der Knotenpunkt eines weiträumigen Territoriums war.
Dank des stetigen Zuzuges adeliger Familien, welche in der Stadt Häuser, Kirchen und Klöster bauten, wurde die Urbanisierung Salernos und der Umgebung vorangetrieben.
Mitte des 9. Jahrhunderts kam es zu einem Entmachtungsprozess innerhalb des Fürstentums Salerno. Die Grafen von Capua strebten nach Macht und entmachteten schließlich den Princeps Guaimarius (Waimar). In der Regierungszeit Atenulfs (887–910) nahmen sie auch das Fürstentum Benevent in Besitz. Des Weiteren kam es in den nächsten Jahrzehnten zu Eroberungszügen der Sarazenen und Salerno verlor die Gebiete Tarent, Matera und Acerenza, die später unter byzantinischer Herrschaft standen. Gruppen von plündernden Sarazenen, die oft im Sold der verschiedenen regionalen kampanischen Fürsten standen, griffen seit Mitte des 9. Jahrhunderts mehrfach Salerno an.

#### Hochmittelalter
Um die Jahrtausendwende blühte der zerstörte Handel wieder auf. Während im westlichen Genua und im adriatisch-östlichen Mittelmeer Venedig aufstiegen, entwickelten Amalfi und Salerno zu dem muslimischen Sizilien und zu Nordafrika bemerkenswerten Handel. In der Levante entstanden Handelszentren nach den Eroberungen der Kreuzfahrer. Die Ärzteschule von Salerno erlangte im 12. Jahrhundert ihre höchste Blüte und brachte der Stadt zeitweise den Beinamen Civitas Hippocratica („Hippokratische Stadt“) ein.

### Frühe Neuzeit

#### Die Fürsten von Sanseverino und die Konflikte mit den spanischen Herrschern

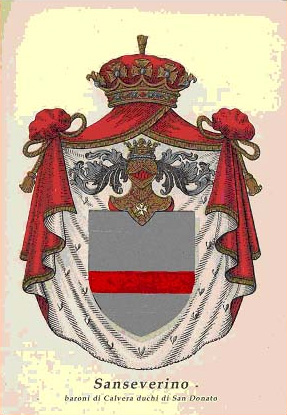
Wappen der Familie Sanseverino

Als Teil des Königreichs Neapel war das Schicksal Salernos eng mit dem von Neapel verknüpft. So war die Stadt im 15. Jahrhundert Schauplatz des Konflikts der Häuser Anjou und Aragón. Nach dem Sieg der Aragonen und der Erhebung Alfons V. von Aragón zu Alfonso I. von Neapel im Jahr 1441 stand Salerno unter spanischer Herrschaft und fiel an Roberto Sanseverino, der die Spanier unterstützt hatte. Die Fürsten von Sanseverino vereinigten in der Folgezeit die politische und administrative Macht in Salerno und konnten einen wirtschaftlichen und kulturellen Aufschwung herbeiführen, der auch das Wiederaufleben der Medizinschule enthielt.
Dieser Aufschwung hielt allerdings nicht lange an, und der Sohn und Nachfolger Roberto Sanseverinos, Antonello, nahm an der sogenannten „Verschwörung der Barone“ gegen Ferdinand I. von Aragon teil, die sich gegen die zunehmenden Zentralisierungsbestrebungen des Königreichs Neapel und den damit verbundenen Bedeutungsverlust der Feudalherren wandte. Antonello Sanseverino musste nach Frankreich fliehen und kehrte 1495 mit den Truppen des französischen Königs Karl VIII. zurück nach Italien.
Im 16. Jahrhundert setzte sich der Konflikt mit der spanischen Herrschaft fort und sollte sich für Salerno weiterhin nachteilig auswirken: Ferrante Sanseverino, der Enkelsohn Antonellos und letzter „principe di Salerno“, stellte sich gegen die spanische Inquisition. Dies führte zum Konflikt mit den spanischen Herrschern und 1552 schließlich zur Exilierung Sanseverinos, der bis zu seinem Tod in Frankreich lebte. Die Sanseverini wurden enteignet und ihr Besitz an andere Fürsten verschenkt oder verkauft. Der Konflikt blieb auch für Salerno nicht ohne Folgen und markierte den Beginn einer Phase des Niedergangs für die Stadt, der sich bis zum Ende der spanischen und französischen Herrschaft im 18. Jahrhundert fortsetzen sollte.
Im Jahr 1544 wurde Salerno beinahe Opfer eines Überfalls des osmanischen Korsars Khair ad-Din Barbarossa. Dieser stand im Dienste des Osmanischen Reichs, das zu diesem Zeitpunkt ein informelles Bündnis mit Frankreich unterhielt („unheilige Allianz“). Im Rahmen dieses Bündnisses, das zum Ziel hatte, den spanischen Herrschaftsgebieten möglichst großen Schaden zuzufügen, hatte Khair ad-Din zu Beginn des Jahres 1544 bereits Elba, Procida und Ischia geplündert. Am 27. Juni sammelte er seine Flotte im Golf von Salerno, um Salerno und Amalfi zu überfallen und zu plündern. Die Bevölkerung Salernos floh in die umliegenden Berge oder bewaffnete sich. Aufgrund starker Winde, die ein Angreifen der Piraten unmöglich machten, wurde Salerno jedoch verschont. Zum Dank dafür wurde der Stadtpatron, der Evangelist Matthäus, zu dem die Bevölkerung um Rettung gebetet hatte, in das Wappen der Stadt aufgenommen.

#### Ippolito di Pastina und der Niedergang der Stadt im 17. Jahrhundert

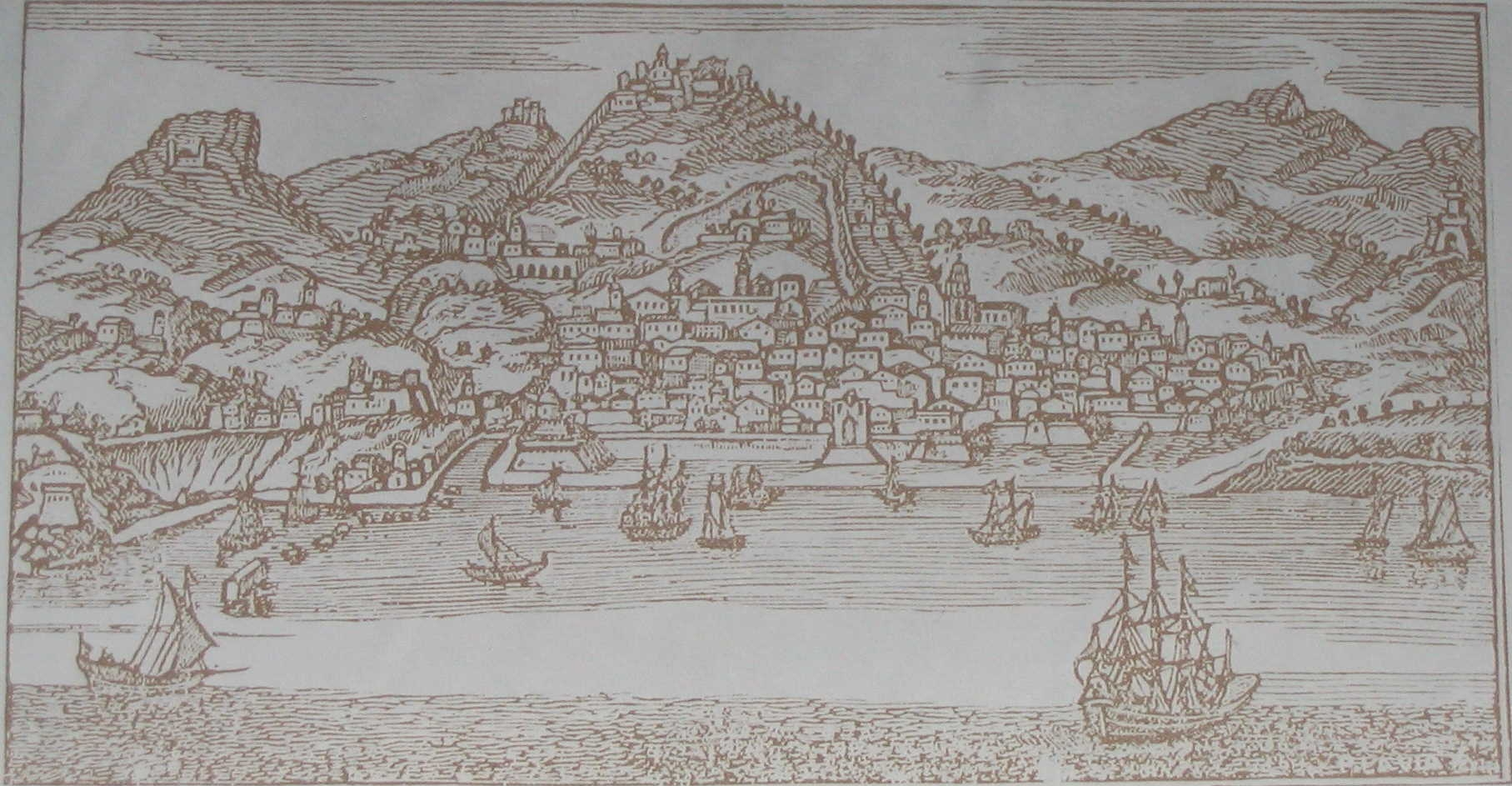
Druck der Ansicht Salernos aus dem 17. Jahrhundert

Im 17. Jahrhundert setzte sich der Niedergang Salernos hingegen weiter fort. Nach der Vertreibung Ferrante Sanseverinos und der Fragmentierung der lokalen Macht erhöhten die Spanier in Salerno wie im gesamten Königreich Neapel Steuern zur Finanzierung eines Krieges gegen Frankreich. Nachdem ein spanisches Edikt im Januar 1647 hohe Abgaben auf Getreide und Obst festlegt hatte, breitete sich ein Aufstand in Neapel unter der Führung des Fischers Tommaso Masaniello im Sommer des Jahres auch auf andere Städte aus. Ab dem 11. Juli 1647 plünderten Bewohner Salernos die Häuser wohlhabender und adliger Familien; die Anzahl der dortigen Aufständischen wuchs unter ihrem Anführer Ippolito di Pastina rasch. Salerno war in der Folgezeit zwischen den Aufständischen, die von französischen Truppen unterstützt wurden, und spanischen Truppen hart umkämpft. Pastina und die französischen Truppen wurden nach dem Ende der Republik Neapel im April 1648 vertrieben und scheiterten mit dem Versuch, Salerno zurückzuerobern.
In der zweiten Hälfte des 17. Jahrhunderts wurde die Stadt durch mehrere Katastrophen erschüttert. Im Jahr 1656 wütete in Salerno wie in weiten Teilen Süditaliens die „Große Pest“, dann entfalteten am 5. Juni 1688 und erneut im Jahr 1694 schwere Erdbeben ihre zerstörerische Wirkung. Der Wiederaufbau nahm Jahrzehnte in Anspruch, da die Bevölkerung auf wenige Tausend Menschen geschrumpft und viele Gebäude zerstört waren.

#### Wiederaufbau der Stadt im 18. Jahrhundert und Situation in der Napoleonischen Zeit
Durch die politischen Entwicklungen in Europa gelangte das Königreich Neapel nach dem Spanischen Erbfolgekrieg (1701–1714), in dessen Verlauf Süditalien besetzt wurde, und den nachfolgenden Friedensschlüssen von Utrecht (1713) und Rastatt (1714) unter habsburgische Kontrolle. Die Phase der österreichischen Herrschaft über das Königreich Neapel (und ab 1720 auch über das Königreich Sizilien) dauerte allerdings nicht lange an, und Neapel und Sizilien kamen 1735 im Rahmen des Friedens von Wien unter die Kontrolle der spanischen Bourbonen.
Im Rahmen der Steuerpolitik des spanischen Königs Karl III. wurde im Jahr 1755 eine Volkszählung zur Erhebung der Steuerzahler (Catasto onciario) durchgeführt. Für Salerno ergab diese Zählung etwa 10.000 Einwohner in 1500 Haushalten, sowie 639 Fremde.
Unter dem Einfluss der Aufklärung wurde der Wiederaufbau Salernos in der zweiten Hälfte des 18. Jahrhunderts verstärkt vorangetrieben und die Kirchen und Herrensitze wiederhergestellt, die das historische Stadtzentrum prägen.
In der napoleonischen Zeit kämpfte Salerno als Teil des Königreichs Neapel im Ersten und Zweiten Koalitionskrieg gegen die französischen Truppen. Als sich die Niederlage abzeichnete, floh König Ferdinand IV., Sohn Karls III., nach Sizilien, das nach der Eroberung durch die napoleonischen Truppen unter seiner Herrschaft blieb. Im Zuge der Aufklärung hatte es in den bürgerlichen und aristokratischen Eliten Neapels bereits Diskussionen über eine republikanische Staatsform gegeben, sodass am 22. Januar 1799 die Neapolitanische Republik ausgerufen wurde. Das ehemalige Königreich Neapel wurde auf diese Weise zur Tochterrepublik Frankreichs und es wurde eine provisorische Regierung eingerichtet, die unter französischer Kontrolle stand.
Die Neapolitanische Republik existierte nur für eine kurze Zeit und den königstreuen Truppen gelang gemeinsam mit einer Bauernmiliz und einem russischen Expeditionskorps die Rückeroberung Neapels, das am 7. Mai 1799 von den französischen Truppen aufgegeben und damit wieder zum Königreich wurde. Die Republikaner, die versucht hatten Neapel zu verteidigen, kapitulierten gegen freien Abzug schließlich zwischen dem 19. und 23. Juni 1799. Horatio Nelson akzeptierte diese Kapitulation allerdings nicht, und zahlreiche Republikaner wurden verfolgt, verurteilt und gehängt.
Im dritten Koalitionskrieg stellte sich Ferdinand wieder gegen Frankreich, was nach der Niederlage der neapolitanischen Truppen in der Schlacht von Campo Tenese zu seiner Vertreibung nach Sizilien und der Einsetzung von Kaiser Napoleons I. Bruder Joseph Bonaparte als König von Neapel führte. Dieser wurde zwei Jahre später von Joachim Murat abgelöst.
Ferdinand konnte sich in dieser Zeit in Sizilien halten, war aber zu seinem Machterhalt gezwungen, gegen seinen Willen eine Verfassung einzusetzen und ein Parlament wählen zu lassen. Nach der Rückeroberung Neapels 1815 konnte er unter internationaler Zustimmung erreichen, die Königreiche Sizilien und Neapel zum Königreich beider Sizilien zu vereinigen, das bis 1861 Bestand hatte.

### Im 19. Jahrhundert

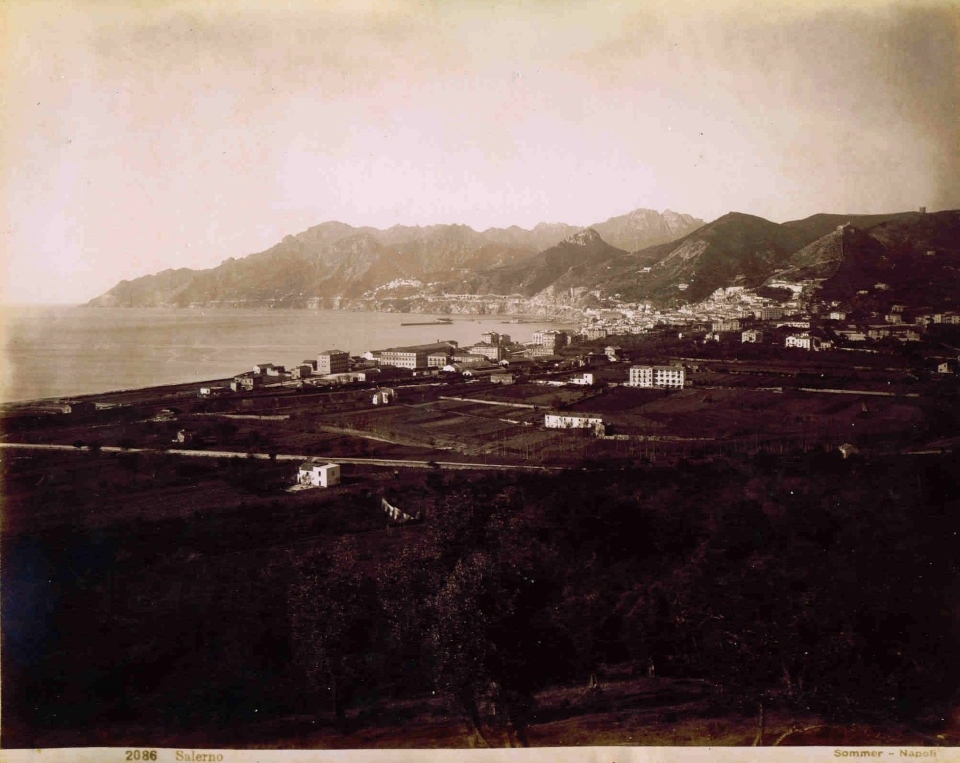
Salerno am Ende des 19. Jahrhunderts

Zu Beginn des 19. Jahrhunderts waren Neapel und Salerno Zentren der Carbonari, eines der Geheimbünde, die sich für die italienische Einigung einsetzten. Während diese sich in der napoleonischen Zeit noch hinter König Ferdinand gestellt hatten, forderten sie 1820 mit breiter Unterstützung aus der Bevölkerung von Ferdinand die Einsetzung der spanischen Verfassung von 1812. Der Aufstand wurde niedergeschlagen und die Mitglieder der Carbonari wurden verfolgt.
Auch im Risorgimento im fortschreitenden 19. Jahrhundert spielte die Region um Neapel eine wichtige Rolle. Ein Großteil der Bevölkerung unterstützte die Bestrebungen zur Einigung Italiens, die 1861 nach mehreren Kriegen in Volksabstimmungen herbeigeführt wurde. Salerno war in diesem Prozess die dritte Provinz, die in einer Volksabstimmung für den Beitritt votierte.
Die Bevölkerung Salernos war um 1860 bereits wieder auf weit über 20.000 Menschen angewachsen, und die zunehmende Industrialisierung führte erst spät zu einem weiteren geographischen und wirtschaftlichen Wachstum der Stadt. 1830 wurde in der Stadt die erste Textilfabrik eröffnet, und es siedelten sich schnell weitere Firmen in diesem Sektor an, sodass Salerno 1877 mit 10.000 Beschäftigten in 21 Fabriken sogar Turin (4.000 Beschäftigte) überholt hatte, das in dieser Zeit als Zentrum der italienischen Industrialisierung galt.

### Ab dem 20. Jahrhundert
Salerno liegt nicht in dem für die italienische Außenpolitik der ersten Hälfte des 20. Jahrhunderts wichtigen „italienischen Viereck“ im mittleren Mittelmeer, das nur gering das Tyrrhenische Meer streift.
Im Zweiten Weltkrieg gelang den Alliierten 1943 südlich von Salerno die Landung in Italien. Dem gingen das Ausscheiden Italiens aus dem faschistischen Bündnis (Achse bzw. Antikominternpakt) im Juli und der Waffenstillstand von Cassibile am 8. September voraus.
Ab den 1960er-Jahren begann ein Bauboom, um für den schnell wachsenden Tourismus in der Region Übernachtungs- und Freizeitmöglichkeiten zu schaffen. Dabei wurde der Erhalt der historischen Bausubstanz im Stadtzentrum vernachlässigt. Erst ab den 1990er-Jahren wurde die Altstadt wieder belebt, die Paläste wurden saniert und Handwerker und Kunsthandwerker bezogen neue Werkstätten.
Im Jahr 1968 wurde die frühere Schule zu einer Universität mit einem großen Campus ausgebaut, die mittlerweile in 10 Fakultäten verschiedener Fachrichtungen gegliedert ist. Rund 40.000 Studenten besuchen die Hochschule und leben überwiegend in der Stadt.

## Bevölkerung

### Bevölkerungsentwicklung und -struktur
Zwar nahm die Bevölkerung nach der Einheit Italiens zu, aber wissenschaftlich gesehen gab es keine bedeutende Vermehrung der Bevölkerung über die Geschichte hinweg. Das lag an der Verschlechterung der Böden, insbesondere an Verödung und Trockenheit am östlichen Golf von Salerno.
Wie eingangs erwähnt, ist Salerno eine typische „südeuropäische Stadt“, was bedeutet, dass Salerno als „Mittelstadt“ diesen historisch-geographischen Aspekt mit ihrer mittelalterlichen Prägung und ihrer Bevölkerungsentwicklung verbindet.
2011 lag die Einwohnerzahl Salernos bei 138.594 Einwohnern. Die höchste Bevölkerungszahl seiner Geschichte mit über 157.385 Einwohnern erreichte Salerno Anfang der 1980er-Jahre, in den nachfolgenden Jahren schrumpfte die Zahl erheblich.
| Jahr | Einwohner |
| ---- | --------- |
| 1861 | 26.682    |
| 1871 | 27.579    |
| 1881 | 30.929    |
| 1901 | 42.446    |
| 1911 | 46.235    |

| Jahr | Einwohner |
| ---- | --------- |
| 1921 | 53.785    |
| 1931 | 61.141    |
| 1941 | 67.186    |
| 1951 | 90.970    |
| 1961 | 117.363   |

| Jahr | Einwohner |
| ---- | --------- |
| 1971 | 155.498   |
| 1981 | 157.385   |
| 1991 | 148.932   |
| 2001 | 144.078   |
| 2011 | 138.594   |

### Ethnien und Migration
Am 31. Dezember 2019 lebten in Salerno 5.908 nicht-italienische Staatsbürger. Die meisten von ihnen stammen aus folgenden Ländern:
1. Ukraine – 1.449
2. Rumänien – 815
3. Philippinen – 691
4. Georgien – 331
5. Bangladesch – 256
6. Sri Lanka – 242
7. Polen – 217
8. Senegal – 173
9. Russland – 165
10. China – 144

## Öffentliche Einrichtungen

### Museo Archeologico Provinciale
Das Museo Archeologico Proviciale wurde 1927 eingeweiht und befindet sich heute in der Straße San Benedetto. Dieses provinzielle Museum sammelt archäologische Funde, welche die historische Entwicklung und die kulturellen Veränderungen der Region Salerno veranschaulichen, und stellt sie aus. Dabei reicht die Zeitspanne, in welcher Fundstücke geborgen wurden, von der Steinzeit bis ins Mittelalter. Ausgestellt werden unter anderem römische Statuen, illustrierte Reliefs, Inschriften oder Urnen, die um dieses Gebiet herum gefunden wurden. Die Ausstellung findet auf zwei Ebenen statt. Das Erdgeschoss ist den ältesten Fundstücken gewidmet, während man auf der oberen Ebene die Funde aus der Römerzeit und aus dem frühen Mittelalter und anderes besichtigen kann.

### Palazzo di Città di Salerno

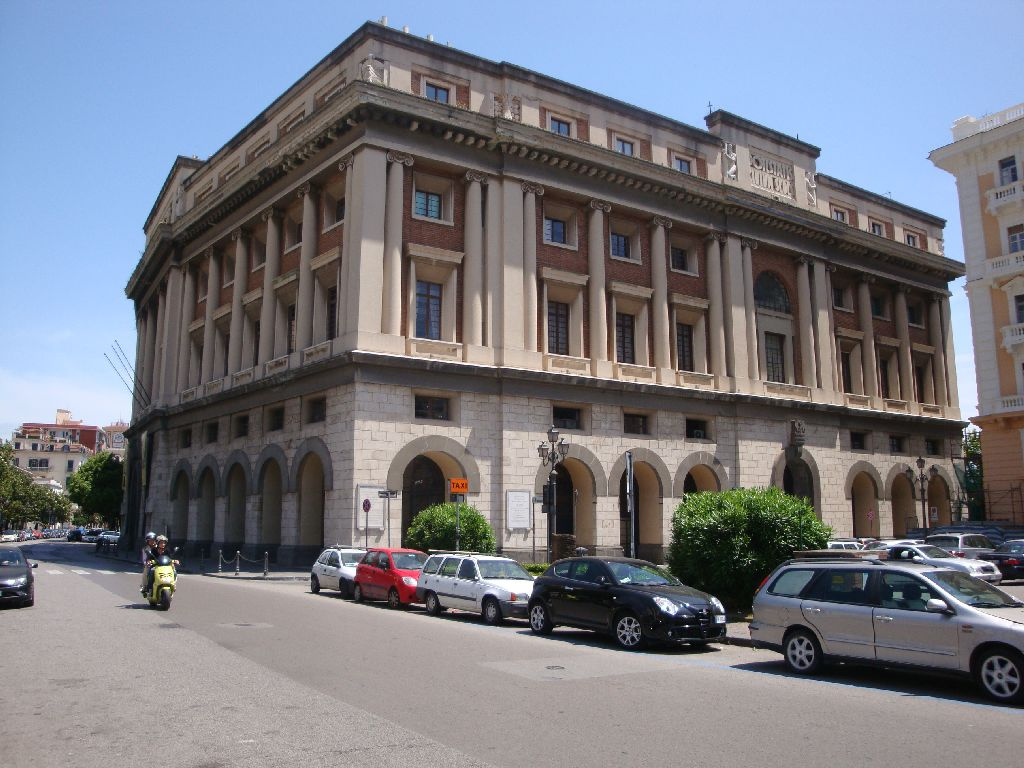
Palazzo di Città

Der Palazzo di Città di Salerno wurde 1936 erbaut. Er umfasst eine Fläche von 5000 Quadratmetern, welche auf vier Etagen verteilt ist. Der Baustil ist typisch für die damals faschistische Zeit. Im Jahr 1944 wurden hier der erste italienische Ministerrat und die Regierung der nationalen Einheit einberufen. Heutzutage befindet sich darin das Büro des Bürgermeisters, des stellvertretenden Bürgermeisters und des Generalsekretärs von Salerno. Außerdem nimmt das Kino-Theater Augustus fast die Hälfte des Erdgeschosses ein. Die monumentale Halle bietet Platz für ein Publikum von bis zu 700 Personen. Sie wurde restauriert und ist heutzutage eine der begehrtesten für die Präsentation von Shows aller Art.

## Kunst und Kultur

### Museen
- Museo Archeologico Provinciale. Das Museum befindet sich in dem alten San Benedetto Kloster und ist weltweit berühmt für seinen Testa di Apollo (Kopf des Apollon).
- Museo Didattico della Scuola Medica Salernitana. Es befindet sich in der lombardischen Kirche San Gregorio und beinhaltet bemerkenswerte Dokumente der Schola Medica Salernitana.
- Museo Diocesano di Salerno. Es liegt in der Nähe der Kathedrale von Salerno und stellt zahlreiche Artefakte der religiösen Kunst zur Schau.
- Pinacoteca Provinciale. Sie befindet sich im Palazzo Pinto in der Via dei Mercanti und beherbergt zahlreiche Renaissancegemälde, unter anderen von Andrea Sabatini, der in der Cappella Sistina arbeitete.
- Museo Nazionale dell’Agro Picentino. Es beherbergt Funde aus der Zeit von 900 bis 400 vor Chr.[28][29]

### Theater und Oper
- Teatro Municipale Giuseppe Verdi. Das 1872 erbaute Theater bietet Opern, Ballette und Konzerte des erstklassigen Philharmonischen Orchesters von Salerno, unter der Leitung von Daniel Oren.
- Das Teatro delle Arti wurde 2003 gegründet und ist für seine zeitgenössischen Tanz- und Theateraufführungen bekannt.
- Das Teatro Bis ist hauptsächlich bekannt für zeitgenössische Komödien.
- Salerno Jazz Orchestra

## Sehenswürdigkeiten

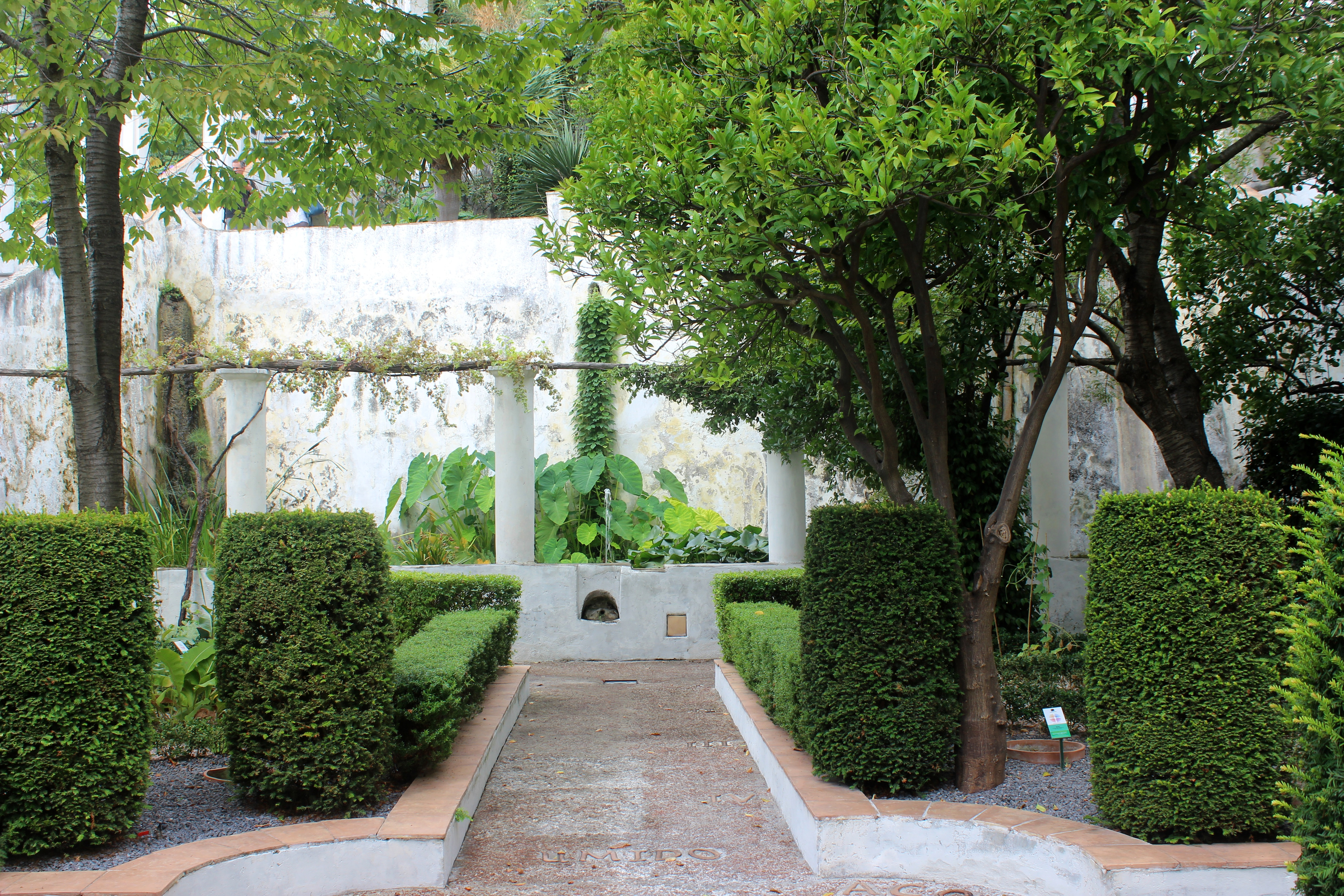
Giardino della Minerva

- Der Dom, unter den Normannen im 11. Jahrhundert erbaut, Grablege von Papst Gregor VII.
- Diözesan-Museum (Museo Diocesano)
- Minerva-Gärten (Giardini della Minerva)
- Kreativ-Museum
- Castello Arechi
- Die Kirchen San Giorgio, Santa Maria delle Grazie, San Pietro a Corte und San Crocefisso
- Ein mittelalterlicher Aquädukt[2]

## Regelmäßige Veranstaltungen
- Festival del Cinema di Salerno – traditionelle Internationale Filmfestspiele, die jährlich seit 1946 in Salerno stattfinden. Diese Veranstaltung  wuchs aus dem Anstreben, den Zugang zur Filmkunst als moderne Medienart zu öffnen und ihre Vorteile bekanntzumachen. Die Filme wurden für breite Öffentlichkeit in mobilen Filmstationen, die auf den Dorfplätzen und in kleinen Kirchengemeinschaften eingerichtet worden waren, vorgeführt und vermittelt. Heute konzentriert das Festival sein Interesse vor allem auf die technische Komponente der Filmkunst und versucht dadurch, die Kultur und Kommunikation in der Gesellschaft zu entwickeln.[30]  Vom 28. November bis zum 3. Dezember 2011 fanden die 65. Internationale Filmfestspiele in Salerno statt, die der 150-jährigen Geschichte der Einheit Italiens gewidmet wurden.[31]

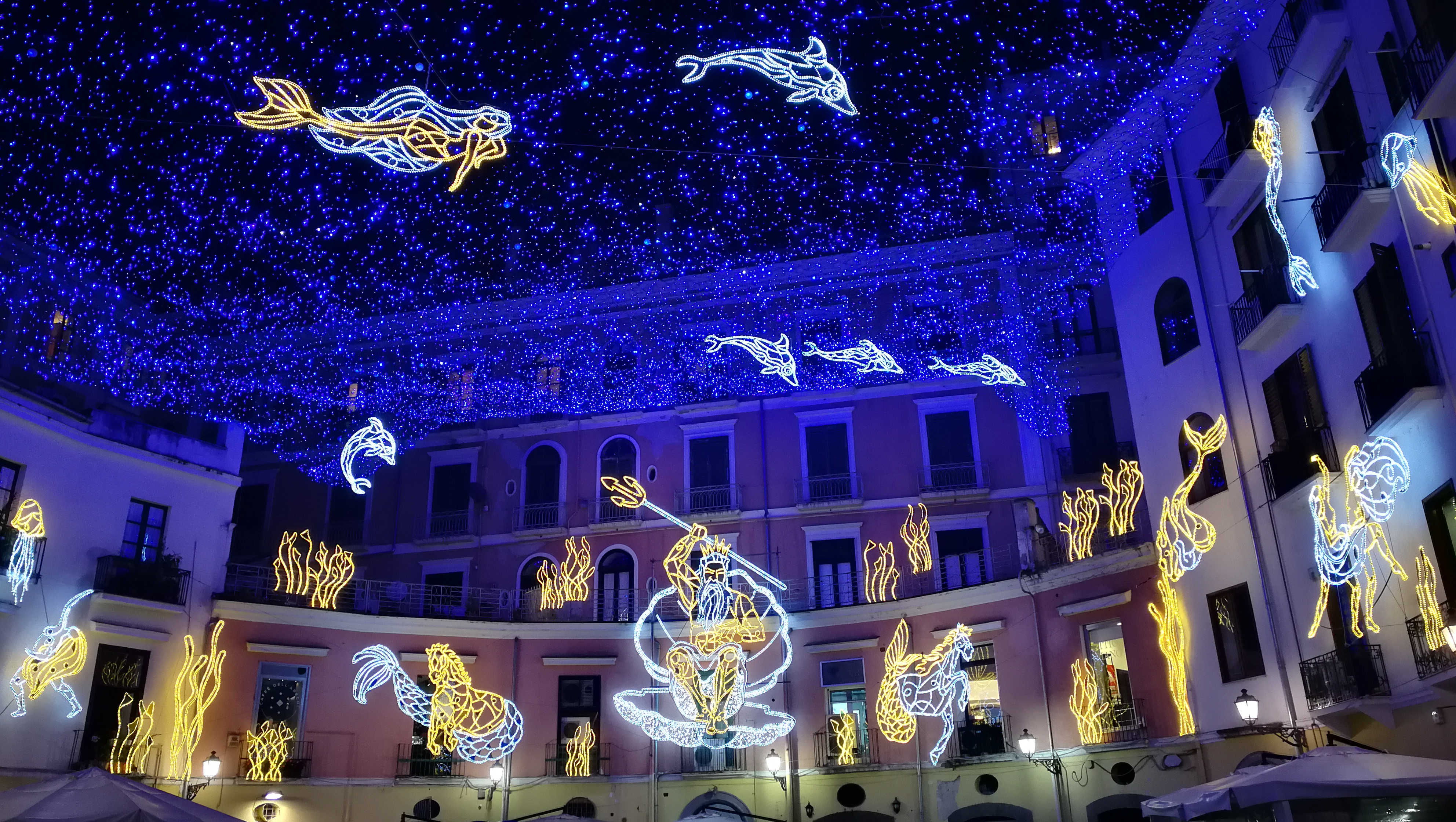
Luci d'artista 2017/2018

- Luci d’artista – jedes Jahr in der Weihnachtszeit, vom November bis zum Januar, wird Salerno in der Nacht von Tausenden leuchtender Kunstwerke, die von Künstlern in der ganzen Welt realisiert wurden, geschmückt. Sie werden an den schönsten Plätzen der Stadt angebracht und ziehen Millionen Touristen und Besucher an. Diese Veranstaltung wird von der Munizipalität der Stadt Turin unterstützt, wo das Projekt „Licht der Künstler“ 10 Jahre existiert und als wichtiger Bestandteil der touristischen Industrie erscheint.[32]

- Notte del fuoco – die Feuernacht findet jährlich am 17. Januar, dem Gedenktag des heiligen Antonius, statt. Der Heilige ist der Schutzpatron der Handwerker. Heute kommen die Töpfer aus Kampanien nach Salerno, um ihre Werke auf dem zentralen Platz der Stadt auszustellen.

- Linea D’Ombra Film Festival – die moderne Kunst präsentierenden Festtage, die als Giffoni Film Festival entstanden. Das Festival verlor seinen ausschließlich kinematographischen Charakter und umfasst vier große Sektionen: Filmkunst, Musik, Theater und Literatur. Diese Bestandteile werden durch ein Thema – eine sogenannte „Schatten-Linie“ –  miteinander verbunden.  Der Name dieser Veranstaltung stammt von der Novelle „Die Schattenlinie“ von Joseph Conrad.[33] Vom 16. bis 22. April 2012 fanden die 17. Festtage statt. Das Thema des Festivals war Erdbeben als Energieexplosion und Krise, die das menschliche Verhalten beeinflussen.

- Mostra della Minerva – im Frühling findet die Ausstellung des Gartenwesens und seltener Pflanzen statt. Die Veranstaltung trägt den Namen der Göttin Minerva und weist auf den ersten botanischen Garten Europas hin.

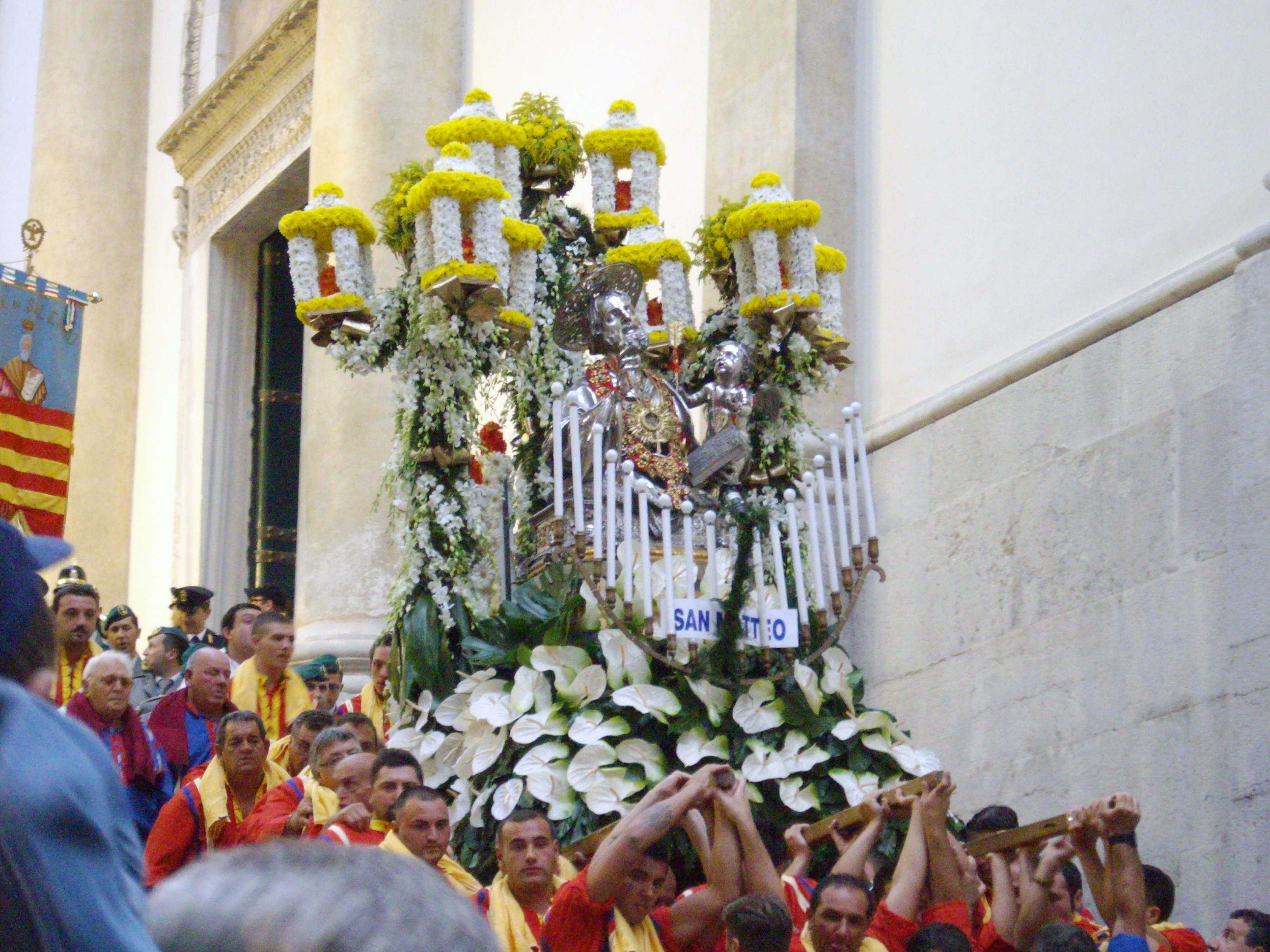
Fest des Hl. Matthäus

- Fiera del Crocifisso – als Messe des Evangelisten Matthäus bekannt, deren Tradition aus dem Mittelalter dank Fürst Manfred von Sizilien stammt. Diese Messe zieht Händler vor allem aus ganz Süditalien an. Die Veranstaltung bietet außer Handel Theateraufführungen über historische Ereignisse und präsentiert die Kunst italienischer Handwerker. Vom 16. bis zum 21. September 2011 feierte die Messe ihren 10. Geburtstag. An diesen Tagen fanden Ritterturniere für Kinder und Erwachsene statt. Die Besonderheit der Messe im Jahr 2011 war ein Kulturaustausch, der von Gästen aus dem Senegal vorbereitet wurde.[34]

- Festa di San Matteo – am 21. September, am Gedenktag des Heiligen Matthäus, findet eines der größten Ereignissen in der Stadt Salerno – das St. Matthäus-Fest statt. Das Fest beginnt mit einer feierlichen Prozession, während der die silberne Figur des Heiligen durch die Stadt zum Dom getragen wird. Die staatlich subventionierte Feier dauert drei Tage und endet mit einem Feuerwerk über dem Meer. Typisch für dieses Fest ist das historische Mittagessen, bei dem Milz, gebratener Fisch und Trauben gereicht werden.

## Religion
Der größte Teil der Bevölkerung gehört dem Christentum an, vor allem der katholischen Konfession. Die Stadt ist der Sitz des Erzbistums Salerno-Campagna-Acerno.
Es gibt zehn katholische Bruderschaften:
- Gesu, Maria SS.ma dell’Avvocata e S. Francesco delle Stimmate
- Immacolata e S. Filippo Neri
- Maria SS. del Carmine
- Maria SS. del Rosario e S. Giuseppe
- Maria SS.ma Addolorata
- Purgatorio
- S. Anna al Porto
- S. Stefano
- SS. Salvatore in drapperia
- SS.mo Sacramento e di Maria SS.ma della Purificazione e S. Bernardino da Siena

Auch verschiedene protestantische Glaubensgruppen sind in der Stadt vertreten:
- Chiesa Evangelica Cinese in Italia
- Chiesa Evangelica Metodista
- Chiesa Evangelica Pentecostale ADI
- Chiesa Evangelica Pentecostale Chiese Evangeliche nella Valli del Sele e dell’ Irno
- Chiesa Evangelica Pentecostale Spirito e Vita
- Chiesa Evangelica Riformata

In Salerno leben außerdem Anhänger der Zeugen Jehovas und der Bahai-Religion.

## Bildung

### Die Schule von Salerno
Die Schule von Salerno war eine medizinische Lehr- und Forschungsanstalt in Salerno. Es war die erste universitätsähnliche Institution Europas. Allerdings wurde ausschließlich Medizin universitätsmäßig unterrichtet. Durch ihre Vorreiterrolle gewann die Schule allerdings nicht nur für die Medizin exemplarische Bedeutung. Eine umfangreiche Arzneimittellehre entstand mit den Büchern Liber graduum, Antidotarium Nicolai und Circa instans. Das Wissen des Apothekerstands wurde somit eigenständig und die Trennung des Arzt- und Apothekerwesens durch Friedrich II. im Edikt von Salerno gesetzlich festgelegt. Ihre Blütezeit ist in das 11. und 12. Jahrhundert zu setzen.

### Universität Salerno
Die Universität Salerno wurde 1968 gegründet und ist damit eine der jüngeren Universitäten Italiens. Aufgeteilt ist sie in 10 Fakultäten, wobei sich die Fakultäten Medizin und Chirurgie auf die historische Schule von Salerno zurückbeziehen. Im Jahre 1988 zog die Universität in die Kleinstadt Fisciano, etwa 12 km nördlich von Salerno. Dort sind heutzutage circa 43.000 Studenten immatrikuliert.

## Sport
Zu den traditionellen Sportarten der Stadt gehört der Wasserball. Der Verein Rari Nantes Salerno wurde im Jahre 1922 gegründet und nahm mehrmals an der nationalen Meisterschaft teil.
Seit 1919 begleitet auch der Fußball das Leben der Einwohner. In Salerno ist der Fußballclub US Salernitana beheimatet, der seit der Saison 2015/16 in der Serie B, der zweithöchsten Spielklasse im italienischen Fußball, spielte. Er schloss die Saison 2020/21 auf dem zweiten Platz der Serie B ab und stieg damit, nach den Spielzeiten 1947/48 und 1998/99, zum dritten Mal in seiner Geschichte in die höchste Spielklasse Serie A auf. Die Unternehmer Claudio Lotito und Marco Mezzaroma unterstützen den Verein.
Auch der Motorradsport wird in Salerno betrieben. 1988 und 1997 erreichten die Fahrer den höchsten Rang in der italienischen Meisterschaft. Am europäischen Grand Prix war Giuseppe Fiorillo aus Salerno in den 1990er Jahren erfolgreich beteiligt.
Salerno war auch mehrfach Etappenort des Giro d’Italia, des zweitwichtigsten Radsport-Etappenrennens der Welt – nach der Tour de France und vor der Vuelta a España. Im Jahre 1985 war Salerno Ankunftsort der 11. Etappe des Giro d’Italia sowie 1983 Ziel und Startort dieser Veranstaltung.
Im Flughafen Salerno befindet sich eine Schule für Fallschirmsport, deren Schüler 2006 den zweiten und dritten Platz der italienischen Meisterschaft in dieser Sportart einnahmen.

## Kulinarische Spezialitäten
Die Küche Salernos zeichnet sich besonders durch ihre Rustikalität und die Verwendung regionaler Produkte aus. Im Gegensatz zur neapolitanischen Küche blieb sie über die Geschichte weitgehend frei von französischen Einflüssen und basiert auf den eher einheimischen Nahrungsmitteln der Bauern wie Fisch, Gemüse und Weizen.
Bekannt ist Salerno vor allem für „blauen Fisch“, Büffelmozzarella und Olivenöl. Der Export dieser Waren ist ein wichtiger Wirtschaftszweig der Region. Typische Gerichte sind die Scialatielli, eine Pastasorte, die oft mit Meeresfrüchten serviert wird sowie Parmigiana di melanzane und Torta caprese, ein Schokoladen-Mandel-Kuchen.
Zudem ist Salerno für seine Weine bekannt, von denen drei aus den Regionen Cilento, Castel San Lorenzo und der Amalfiküste das italienische Qualitätszeichen D.O.C. erhalten haben.

## Wirtschaft und Verkehr

### Wirtschaft
Die wichtigsten Industrieprodukte der Stadt sind Maschinen, Nahrungsmittel und Textilien. Die Produkte werden hauptsächlich mit Containerschiffen versandt, weshalb der Güterhafen der wichtigste Wirtschaftsfaktor in Salerno ist.
Eine größere Industrie war die Lebensmittelfabrik Pastificio Antonio Amato, die Pasta produzierte. Diese geriet jedoch seit 2009 in finanzielle Schwierigkeiten und sah sich gezwungen im Frühjahr 2012 Konkurs anzumelden. Der neapolitanische Geschäftsmann Antonio Passarelli galt im März, mit einem Gebot von 700.000 €, als aussichtsreicher Interessent. Zur Übernahme kam es jedoch nicht. Auch zu nennen ist die bedeutende Metallindustrie im Bereich Eisenhütten und Gießerei: die Fonderie Pisano. Ebenfalls im dortigen Industriegebiet angesiedelt, ist eine zum Konzern Medsolar gehörende Photovoltaik-Fabrik.
Touristisch profitiert die Stadt von der nahen Amalfiküste.
Melioration: im 18. und 19. Jahrhundert wurden im Umland Landgebiete in fruchtbare Agrarflächen umgestaltet mit höheren Ernten.

### Medien
In Salerno befinden sich diverse ortsansässige Medienunternehmen, darunter Fernsehstationen und Zeitungsredaktionen. Zu nennen wären die salernitanischen Fernsehsender Lira TV, TV-Oggi, Tele-Diocesi, und Telecolore. Größte Tageszeitung ist die La Città di Salerno.

### Verkehr

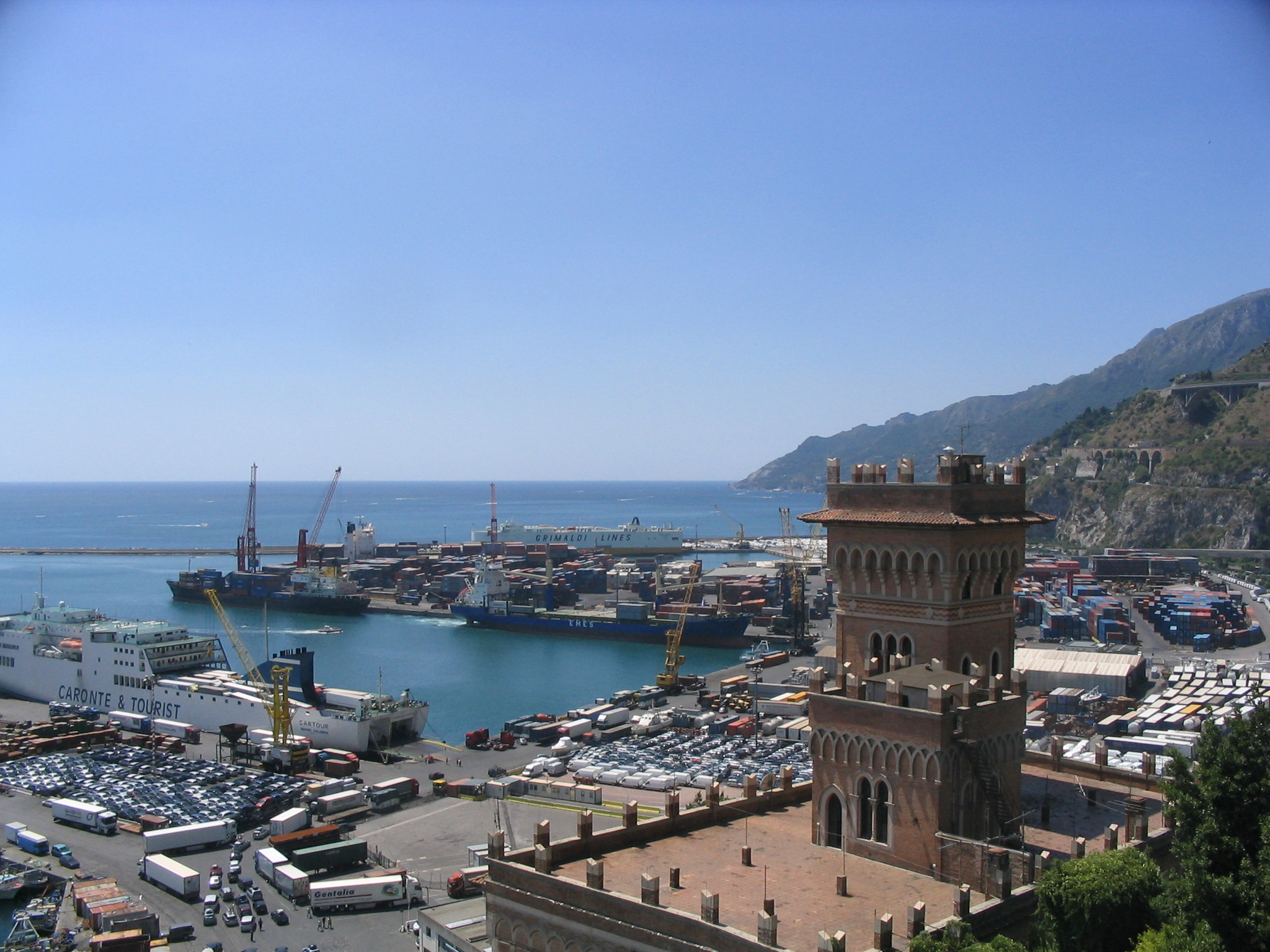
Salernos Güterhafen

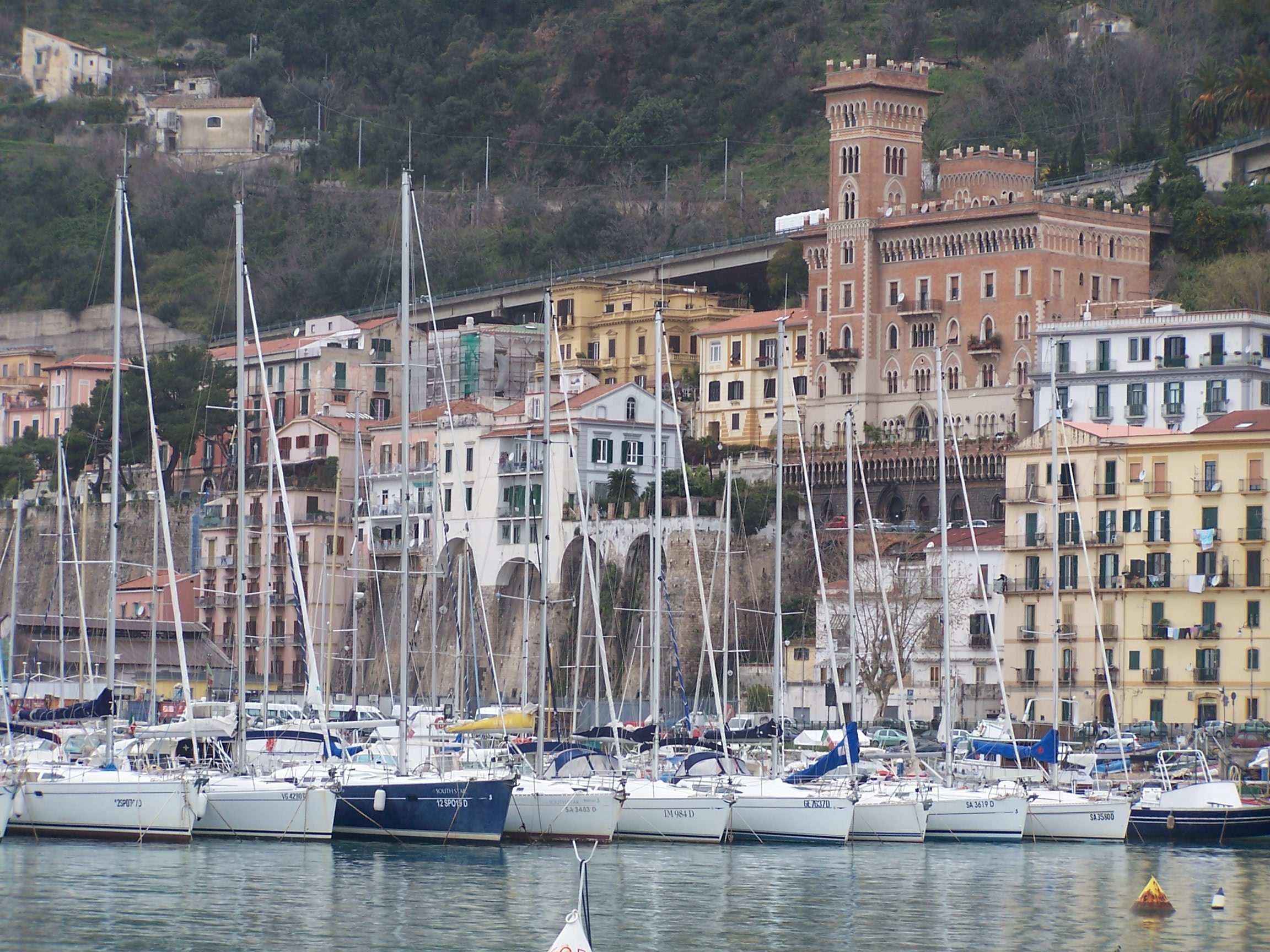
Touristenhafen von Salerno

Im Hafen von Salerno werden jährlich rund sieben Millionen Tonnen Frachtgut verladen, davon zwei Drittel im Containerverkehr. Damit hat Salerno vom Güterumschlag her den Containerhafen von Neapel überholt.
Passagierverbindungen gibt es nach Sardinien, Sizilien, Malta und Tunesien. 
Im Juli 2010 wurde der Hafen ausgezeichnet als ‚der‘ Europäische Frachthafen.
Der Hafen gewann die Prämie der Europäischen Kommission wegen bester Gefahrenabwehr (Sicherheit).
Vom Hauptbahnhof gibt es Bahnverbindungen nach Neapel und zu anderen Städten in Süditalien. Ein Anschluss an die Schnellfahrstrecke Rom–Neapel besteht ebenfalls.
Eine S-Bahn-ähnliche Linie, die Circumsalernitana, verkehrt von Salerno bis Nocera Inferiore. Ein Stadtbahnsystem ist in Bau.
Seit Anfang 2012 findet ein großes Car-Sharing-/Car-Pool-Projekt statt. Es werden seitens der Kommune Fahrgemeinschaften gefördert.
Seit 14. Mai 2012 betreibt die Stadt das Projekt „City4bike“, mit dem sie versucht, Umwelt, innerstädtischen Verkehr und
„Kommunikation“ deutlich zu verbessern. Ganz einfach können Bürger und Touristen ein Fahrrad mieten. In der Innenstadt werden die momentan nicht benötigten Fahrräder in Racks geparkt.
Vom Flughafen Salerno gibt es zwei tägliche Verbindungen nach Mailand Malpensa und eine tägliche Verbindung nach Fiumicino mit Alitalia. Die Stadt hat am nördlichen Rand Anschluss an die Autobahn A2 und an die Autobahn A2dir NA, sowie am westlichen Rand an die Autobahn A3.
In Salerno endet vorläufig die durchgehende Kennzeichnung des Europäischen Fernwanderwegs E1.

## Bürgermeister und Gemeinderat

### Liste der Bürgermeister seit 1987
- 1987–1993 Vincenzo Giordano: PSI – Partito Socialista Italiano
- 1993–2001 Vincenzo De Luca: PDS – Democratici di Sinistra
- 2001–2006 Mario De Biase: DS – Democratici di Sinistra
- 2006 bis heute Vincenzo De Luca: PD – Partito Democratico

### Stadtrat – Zusammensetzung
- Bürgermeister Vincenzo De Luca
- Präsident des Stadtrates: D’Alessio Antonio
- Vizepräsident des Stadtrates: Ferrara Alessandro[52]

## Städtepartnerschaften
Salerno hat folgende wirtschaftliche und kulturelle Partnerschaftskontakte:
- Tōno (seit 1984)
- Rouen (seit 2003)
- Montpellier (seit 2008)
- Wołomin
- Baltimore (seit 2008)
- Pazardzhik (seit 2011)

## Persönlichkeiten

### In Salerno geborene Persönlichkeiten
- Amatus von Montecassino (um 1010–?), Chronist und Mönch
- Romuald von Salerno (um 1115–1181), Geschichtsschreiber und Erzbischof
- Giovanni da Procida (1210–1298), Diplomat
- Matthaeus Silvaticus (1285–1342), Schriftsteller und Botaniker
- Masuccio Salernitano (um 1410–?), Schriftsteller
- Andrea Sabatini oder Andrea da Salerno (um 1480/90–1530/31), Maler
- Fabrizio Mordente (1532–1608), Mathematiker
- Carlo Filangieri (1784–1867), General
- Francesco Saverio Fava (1832–1913), Diplomat
- Gaetano Esposito (1858–1911), Genremaler, Freskant und Bildhauer
- Guglielmo Imperiali di Francavilla (1858–1944), Diplomat und Politiker
- Ulisse Caputo (1872–1948), Genremaler, Kupferstecher und Bildhauer
- Ubaldo Soddu (1883–1949), Armeegeneral und faschistischer Politiker
- Ugo Sivocci (1885–1923), Autorennfahrer
- Gennaro Righelli (1886–1949), Filmregisseur und Drehbuchautor
- Mario Ajmone Cat (1894–1952), General
- Carmine De Martino (1898–1963), Politiker, Unternehmer und Sportmanager
- Michael Coppola (1900–1966), US-amerikanischer Mafioso
- Nicola Abbagnano (1901–1990), Philosoph
- Ugo Pirro (1920–2008), Drehbuchautor und Schriftsteller
- Vittorio Gigliotti (1921–2015), Architekt und Bauingenieur
- Mario Vitale (1923–2003), Filmschauspieler
- Renato Raffaele Martino (1932–2024), Diplomat, Kurienkardinal
- Antonio Carluccio (1937–2017), Koch und Lokalbetreiber
- Giovanni Vitolo (* 1948), Historiker
- Giuliana de Sio (* 1957), Schauspielerin
- Giuseppe Di Capua (* 1958), Ruderer
- Alfonso Pecoraro Scanio (* 1959), Politiker
- Giuseppe Galderisi (* 1963), Fußballspieler und -trainer
- Massimo Filardi (* 1966), Fußballspieler
- Dario Deidda (* 1968), Jazzmusiker
- Alex Gaudino (* 1970), DJ und Produzent
- Andrea Fortunato (1971–1995), Fußballspieler
- Francesco Bottigliero (* 1974), Dirigent, Pianist und Komponist
- Mara Carfagna (* 1975), Politikerin
- Pasquale Mirra (* 1976), Jazzmusiker
- Marzia Davide (* 1980), Boxerin
- Giulia Spagnulo (* 1996), Comickünstlerin
- Capo Plaza (* 1998), Rapper

## Karten und Literatur
- Italo Gallo (Hrsg.): Storia di Salerno. 3 Bände, Pratola Serra 2000.